# Никказавр
Никказавр (лат. Nikkasaurus) — вымерший род примитивных терапсид из средней перми России.

## Описание
Очень мелкое животное (длина черепа около 5 см). Морда заострённая, низкая. Глазницы огромные, с кольцом склеротики. Височное окно гораздо меньше глазницы. Затылок наклонён назад, как у всех терапсид. Тем не менее, внешне череп поверхностно сходен с черепом пеликозавров (в частности, варанопсеид). Зубы мелкие, «клыки» не выделяются. Передние зубы игловидные, задние зубы расширены, трёхвершинные. Скелет легко построен. Вероятно, питались преимущественно насекомыми, могли быть ночными животными.

## Классификация
Единственный вид (N. tatarinovi) описан М. Ф. Ивахненко в 2000 году из мезенского субкомплекса Очёрского комплекса средней перми. Эти отложения в Архангельской области соответствуют позднеказанскому (кептенскому) веку пермского периода.
Систематическое положение никказавра остается неясным — вероятно, он относится к терапсидам, но может быть и представителем более примитивных синапсид. К семейству Nikkasauridae относят также род Reiszia с двумя видами (R. gubini и R. tippula), описанными Ивахненко также в 2000 году из этих же отложений. Ивахненко сближал никказавров с примитивными тероцефалами. Никказавры могут быть реликтами более древних этапов развития терапсид.
В последней (2008) сводке по пермским терапсидам М. Ф. Ивахненко относит никказавров к основанию подотряда Gorgonopsia, в качестве одноимённого инфраотряда Nikkasaurida.